# Muezza
Muezza (arab. معزه) – ulubiona kotka proroka Mahometa. Według opowieści Beduinów była kotem arabskim.
Najbardziej znana opowieść o Muezzie wspomina, jak Mahomet, wstając na modlitwę, zauważył, że zwierzak zasnął w rękawie jego szaty. By nie budzić kotki, Prorok uciął ów rękaw i odprawił modły z jednym ramieniem odsłoniętym. Kiedy Mahomet skończył modlitwę, kotka wstała i pokłoniła się prorokowi. Inna opowieść głosi, że Mahomet wygłaszał kazania, trzymając kotkę na kolanach. Czasami Prorok odprawiał również ablucję wodą z miski, z której piła Muezza.
Znana jest też legenda, według której Mahomet pogryziony przez wściekłe psy prawie dogorywał ukryty w jaskini. Muezza odnalazła go i wylizała wszystkie rany, była z nim, aż się zagoiły. Od tamtego czasu przebywała zawsze z prorokiem.